# Arkasa

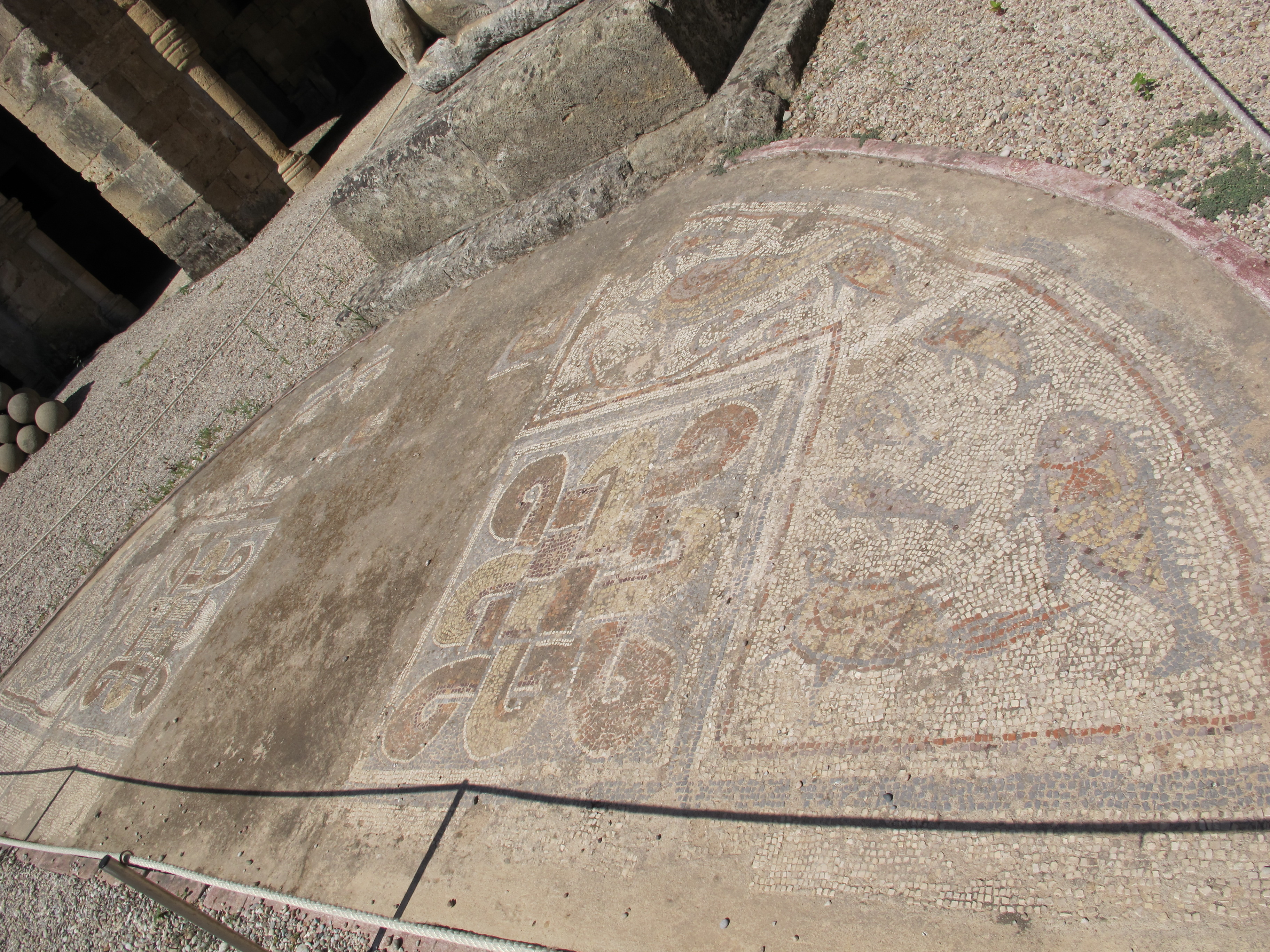
Mosaico de la basílica paleocristiana del presbítero Eucaristo, en Arkasa, siglos IV o V d. C.

Arkasa (en griego Ἀρκάσα) es un pueblo costero en el extremo sudoeste de la isla de Cárpatos (Grecia), ubicado a unos nueve kilómetros al suroeste de la ciudad de Cárpatos, la capital de la isla. 

## Historia
En la península de Paleokástro (en griego "castillo antiguo"), que se interna en el mar al oeste de Arkasa, se localizó una poderosa fortaleza de época micénica datada en torno al 1 400 a. C. Se conservan restos de la antigua muralla ciclópea y de una cisterna. Durante el periodo conocido como invasión doria se originó en este lugar la ciudad de Arcesia (en griego Ἀρκέσεια o Ἀρκέσσεια). 
En el extremo de esta península están la capilla blanca de Aguia Sofía y más arriba los restos de la basílica paleocristiana de Aguia Anastasía con su suelo de mosaico.